# Фракійська мова
Фракійська мова або тракійська мова — мертва індоєвропейська мова фракійців, що входить в палеобалканські мови. Була широко поширена у стародавній Фракії — області в південно-східній Європі (на місці сучасних Болгарії, Греції та європейської частини Туреччини, частково — Румунії (Добруджа), Північної Македонії та Сербії), а також в деяких регіонах Малої Азії. Іноді близькою до фракійської мови вважається також дакська (гетська) мова.
Збереглася у вигляді серії глосс у давньогрецьких джерелах. Крім того, знайдено кілька надзвичайно коротких написів. Хоча з глосс і написів і очевидний індоєвропейський характер мови та її приблизне положення серед інших індоєвропейських мов, граматику фракійської мови й понині не можуть реконструювати.

## Класифікація

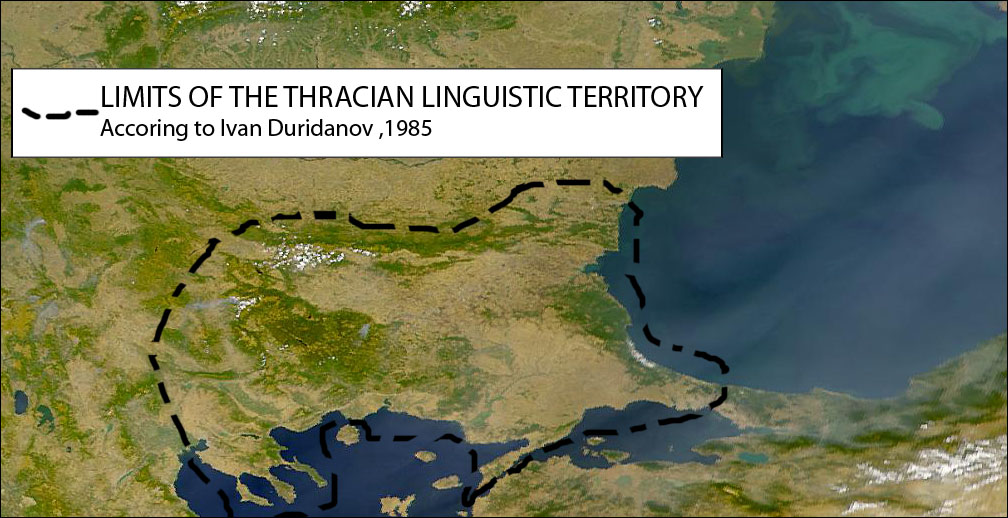
Територія поширення фракійської мови

Висувалися гіпотези про спорідненість фракійської з іллірійською, дакською і фригійською мовами, але в зв'язку з тим, що всі ці мови збереглися лише фрагментарно, дані гіпотези є малообґрунтованими.